# BNNVARA
BNNVARA – holenderski nadawca radiowy i telewizyjny. Powstał w 2014 roku połączenia nadawców Bart's Neverending Network (BNN) i VARA. Jest częścią Nederlandse Publieke Omroep (NPO).

## Historia
BNNVARA powstała 1 stycznia 2014 w wyniku scalenia spółek Bart's Neverending Network (założona w 1997) i VARA (założona w 1925). Ich planowane połączenie zostało ogłoszone w 2011, a 6 listopada 2011 członkowie VARA zagłosowali za połączeniem (rada BNN zrobiła to tydzień wcześniej), oficjalnie zatwierdzając powstanie BNNVARA. Partia Ludowa na rzecz Wolności i Demokracji i Partia Wolności sprzeciwiły się fuzji nadawców publicznych.
Po scaleniu BNN i VARA do 24 sierpnia 2017 używano brandingu sprzed połączenia. 

## Kontrowersje
W 2017 pojawiły się kontrowersje po emisji przez BNNVARA dokumentu Jesse o liderze Zielonej Lewicy (GroenLinks) Jesse Klaverze; dokument był postrzegany jako zbyt stronniczy, podsycając oskarżenia o brak rzetelności dziennikarskiej.